# Delta del Llop
Delta del Llop (δ Lupi) és un estel de magnitud aparent +3,22, el quart més brillant de la constel·lació del Llop, després d'α Lupi, β Lupi i γ Lupi. Encara que sense denominació pròpia habitual, de vegades rep el nom d'origen grec Hilasmus (ιλασμος), que significa «la propiciació».
Delta del Llop és una subgeganta blava de tipus espectral B1.5 IV, un estel calent amb una temperatura efectiva de 22.400 K. Tan lluminosa com 24.200 sols —incloent l'energia radiada com a llum ultraviolada—, el seu radi és 11 vegades més gran que el radi solar. Com altres estels similars, rota a gran velocitat —la velocitat mesurada de 220 km/s és un valor mínim— i completa un gir sobre si mateixa en menys de 2,4 dies. La seva massa, 12 vegades major que la del Sol, implica que finalitzarà la seva vida en forma de supernova. Igual que α Lupi, Delta del Llop és una Variable Beta Cephei. La seva lluentor varia 0,04 magnituds en un període principal de 3,97 hores, amb un possible segon període de 3,43 hores.
Com altres estels blanc-blavosos en la constel·lació del Llop, Delta del Llop forma part d'una associació estel·lar OB anomenada subassociació «Centaurus Superior-Lupus», que al seu torn forma part de la gran Associació estel·lar d'Scorpius-Centaurus. A més és membre de l'associació estel·lar de Scorpius-Centaurus. Es troba a 880 anys llum de distància del sistema solar.